# 오자와 지사부로
오자와 지사부로(일본어: 小澤治三郞, 1886년 10월 2일 ~ 1966년 11월 9일)는 제2차 세계 대전 당시, 일본 제국 해군의 제독이다.

## 생애

### 초기
오자와는 1886년, 지금의 미야자키현 고유군 다카나베정에서 다카나베 번사(高鍋藩士) 출신이었던 오자와 도라타로(小沢寅太郎)와 야쓰(ヤツ) 사이에서 태어났다. 그는 어릴적부터 폭력소년으로 소문나 시비를 거는 불량배를 유도 기술을 사용하여 다리 아래 강으로 던져버렸는데, 이 일로 미야자키 중학교에서 퇴학당했다.
상당히 험상궂은 외모에 일본인 평균 키보다 훨씬 큰 키(오자와의 키는 200cm에 가까웠다)를 지니고 있었던 오자와는 불운한 유년시절을 보내게 된다.
실의에 빠진 그에게 육군 군인이었던 형의 상관인 우시지마 사다오 대위가 보낸 격려 편지를 받고 일본 해군병학교에 진출하나 중도에 그만둔다. 그러나 다시 들어가, 1909년 졸업 후 동기였던 이노우에 시게요시(井上成美)와 함께 소위후보생으로 이등순양함 소야에 탑승하였다.
이 때 함장이 일본 제국이 항복할 당시 일본 수상이 된 스즈키 간타로(鈴木貫太郎) 대좌, 후보지도사관이 야마모토 이소로쿠(山本 五十六) 대위였다. 1910년 정식으로 소위로 임관되었다. 태평양 전쟁을 일으키기 직전 제1항공전대의 사령관으로 나중에 연합 함대의 주력이 된 기동부대를 육성해냈다.
오자와는 부하들 사이에서 '해군에서 가장 못생긴 지휘관'으로 알려져 있었으며, 그의 험상궂은 외모 때문에 그의 별명은 "가고일" 즉, "괴물"이었다.
하지만 그는 경험 많고 노련한 수상함대 지휘관으로 성장했으며, 부하들로부터 최상의 능력을 이끌어내는 재주가 있어서 그들로부터 존경을 받았다.

### 태평양 전쟁과 그 이후
태평양 전쟁 당시, 말레이부대 지휘관 겸 남파함대사령장관을 맡았으며, 말레이 해전에서 영국 해군의 전함 "프린스 오브 웨일스"와 순양함 "레펄스"를 격침하는 전과를 거둔다. 당시 오자와는 기함인 "초카이"에서 지휘했으며, 그가 물에 빠져 허우적대고 있는 영국 수병들을 구조하라고 명령한 덕분에 80% 이상의 영국 수병들은 목숨을 건질 수 있었다.
후에는 나구모 주이치(南雲忠一) 중장의 후임으로 제1항공함대를 지휘하여 마리아나 해전과 레이테 만 해전에서 싸웠다. 레이테 만 해전 후 사령관직을 사임하고, 군령부에서 차장을 지냈다.

#### 레이테만 해전
레이테만 해전 당시, 그는 유인용 함대인 북방함대의 지휘관으로 임명받고 기함 즈이가쿠에 승선하여 출항하였다.
북방함대는 정규항공모함 1척, 경항공모함 3척, 항공전함 2척, 경순양함 3척, 구축함 8척으로 이루어진 함대였다.
그는 그의 상대인 핼시 대장의 미국 34기동함대보다 훨씬 먼저 미군을 발견했으나 거리가 너무 멀어서 100해리 정도 더 접근한 뒤에 함재기 76대를 이륙시켜 일본 육군항공대와 함께 유인을 시도했다.
그러나 미 해군은 자신들을 공습한 항공기들의 일부가 함재기라는 사실을 알아차리지 못했고, 오자와는 평소라면 절대로 저지르지 않을 짓을 저지르게 되어버렸다.
전함이었다가 개장공사를 받고 항공전함이 된 하이브리드 전함 2척을 써먹어 핼시 대장이 구리다 중장의 함대를 막는 대신 오자와 중장 자신의 북방함대를 추격하도록 만든 것이다.
그는 임무에 충실했고, 성공하였다. 그러나 그의 4척의 항공모함 모두를 잃고 만다. 일본 제국 해군의 베테랑 제독이었던 오자와는 이 손실을 매우 크다고 평가했다.
하지만 오자와가 자신의 귀중한 항공모함을(그는 항공모함을 귀하게 여긴 제독이다) 모두 희생하면서 핼시를 유인했지만 정작 구리다 중장 휘하의 중앙부대는 제 역할을 해내지 못한다.

#### 그 이후
1945년 최후의 연합함대 사령장관이 되어 제2차 세계 대전의 끝을 맞이하였다. 그는 해군 대장으로 승진할 예정이었지만, 제2차 세계 대전이 끝남에 따라 중장인 채로 사령장관 직을 마쳤다. 제2차 세계 대전 종료 후, 자결을 부르짖는 부하들을 꾸짖고 만류하나 끝내 부하인 오니시는 할복 자결하였고, 우가키 마토메(宇垣纏)는 오키나와 바다로 자살 특공을 하러 떠났다.
오자와는 군령부 차장이었던 오니시 다키지로(大西瀧治郎) 중장이 할복자살하자 왜 책임을 혼자 지느냐고 한탄했고, 직속 부하 11명과 자살 특공을 하러 간 우가키 마토메에 대해서는 "자결하려면 혼자 하지 왜 젊은이들을 끌어넣나!"라고 격노했다고 한다.
제2차 세계 대전 종료 후, 그는 죽은 듯이 조용히 세다가야의 자택에 칩거했으며, 1941년부터 지속된 다발성 경화증으로 80세의 나이로 사망하였다. 죽을 때까지 그는 부하들을 지키지 못했다고 말하며 후회했다고 한다.
| 전임 아베 가스케 | 제39대 해군대학교 교장 1941년 9월 6일 ~ 1941년 10월 18일 | 후임 이토 세이이치 |

| 전임 히라타 노보루 | 제2대 남견함대 사령장관 1941년 10월 18일 ~ 1942년 7월 14일 | 후임 오오카와치 덴시치 |

| 전임 나구모 주이치 | 제2대 제3함대 사령장관 1942년 11월 11일 ~ 1944년 11월 15일 | 후임 (폐지) |

| 전임 이토 세이이치 | 제45대 해군대학교 교장 1944년 10월 18일 ~ 1945년 5월 19일 | 후임 (폐지) |

| 전임 도요다 소에무 | 제31대 연합함대 사령장관 1945년 5월 29일 ~ 1945년 10월 10일 | 후임 (폐지) |